# Gregorio Rojo
Gregorio Rojo (n. Villalómez, Burgos, 3 de mayo de 1920 - f. Barcelona, 8 de mayo de 2006) fue una de las grandes figuras que ha dado el atletismo español, uno de los mejores atletas de su época y uno de los mejores entrenadores durante décadas.

## Carrera deportiva
Criado en una familia de labradores, Rojo se traslada a Barcelona en 1939 para realizar el servicio militar. Estando en el cuartel de San Andrés, le llama la atención un grupo de soldados que realizaban ejercicios de Gimnasia y estiramientos musculares. Rojo se unió a ellos y su complexión extremadamente delgada con las piernas muy finas le permiten mejorar muy pronto y ganarse el mote de "El Cañas". Poco después competía en el campeonato de España militar de campo a través quedando en segundo lugar. Esto llamó la atención de Manuel Cutié por lo que comenzó a entrenarlo y ficharlo para el RCD Español de Barcelona desde 1940 hasta 1945. 
Junto a Constantino Miranda, Rojo fue el gran dominador del fondo y mediofondo español en las décadas de los años 40 y 50. Ambos sabían que siempre iban a encontrar un rival duro de vencer. Estas luchas por conseguir la victoria contribuyó a popularizar el atletismo y más si tenemos en cuenta que en la época de mayor rivalidad mutua, Rojo competía con el FC Barcelona mientras que Constantino Miranda lo hacía con la del RCD Español.
En el año 1948 participó en la final de los Juegos Olímpicos de Londres 1948, quedando 6.º en la serie eliminatoria de 5000 m y 12.º en la final de 10 000 m.
Consiguió 5 campeonatos de España repartidos entre las pruebas de 1500 m, 5000 m y 10 000 m.
Fue plusmarquista nacional de 2000 m, 5000 m y 10 000 m por dos veces.
También conserva el honor de ser el atleta que ha ganado más veces la prestigiosa prueba pedestre Jean Bouin consiguiendo un total de 6 victorias en la categoría absoluta.
Como atleta perteneció a dos clubs el RCD Español y al FC Barcelona.
Desde 1968 fue entrenador nacional de atletismo y se dedicó al entrenamiento de atletas. En la larga lista de los que entrenó podemos resaltar a Francisco Aritmendi, José Manuel Abascal, Juan Torres, Teófilo Benito, Jaime López Egea, Ángel Fariña, Reyes Estévez, Manuel Augusto Alonso, además de dirigir los inicios de Martín Fiz y a Mariano Haro durante un año.

## Cargos y honores
- Fue responsable Nacional del equipo de cross durante el periodo (1959-1974)
- Director Técnico de la sección de atletismo del FC Barcelona
- Entrenador del C.A.R. de San Cugat
- Mejor entrenador español por la RFEA en los años 1995 y 1998, retirándose de esta actividad totalmente en el año 2001 cuando tenía 81 años de edad.